# Chloris ciliata
Chloris ciliata är en gräsart som beskrevs av Olof Swartz. Chloris ciliata ingår i släktet kvastgrässläktet, och familjen gräs. Inga underarter finns listade i Catalogue of Life.